# Książka obiektu budowlanego
Książka obiektu budowlanego (KOB) – zbiór dokumentów eksploatacji oraz zdarzeń i okoliczności zachodzących w toku użytkowania obiektu budowlanego. Podstawą prowadzenia książki obiektu budowlanego jest zeszyt, najczęściej gotowa (przygotowana zgodnie z wzorem zawartym w załączniku do rozporządzenia) książka w formacie A4, z odpowiednimi rubrykami do dokonywania wymaganego rodzaju wpisów, w którym zapisuje się kolejne zdarzenia i czynności związane z eksploatacją obiektu. Do tak prowadzonej książki dołącza się, jako jej integralną część, odpowiednie dokumenty: protokoły, opinie, projekty, ekspertyzy i inne dokumenty, potwierdzające konieczność dokonania określonej czynności i późniejsze jej dokonanie, sposób i zakres. Książkę obiektu budowlanego zobowiązany jest założyć, prowadzić i przechowywać, przez cały okres istnienia obiektu budowlanego, jej właściciel lub zarządca. Z obowiązku prowadzenia książki obiektu budowlanego wyłączona jest jednak pewna grupa obiektów, w tym między innymi: domy jednorodzinne, zabudowa zagrodowa, letniskowa itd. Dla różnych obiektów inżynieryjnych zamiast książki obiektu budowlanego mogą być prowadzone inne rodzaje ksiąg ich eksploatacji, np. książka drogi, dziennik objazdu dróg, książka obiektu mostowego itd., zakładane i prowadzone zgodnie z odrębnymi przepisami (np. na podstawie ustawy o drogach publicznych).
Założenie książki obiektu budowlanego powinno nastąpić z chwilą rozpoczęcia użytkowania danego obiektu budowlanego. Dla każdego obiektu należy założyć odrębną książkę, np. jeżeli na jednej nieruchomości wybudowano trzy budynki mieszkalne stanowiące następnie jedną wspólnotę mieszkaniową, powinny zostać założone trzy odrębne książki (po jednej dla każdego budynku). Do założonej książki obiektu budowlanego dołącza się dokumentację budowy (dokumentację powykonawczą), która winna być przekazana właścicielowi bądź zarządcy po zakończeniu budowy. Wpisy w książce obiektu budowlanego dokonywać może wyłącznie osoba upoważniona przez właściciela bądź zarządcę; zmiana osoby upoważnionej do dokonywania wpisów winna być odnotowana w samej książce. Brak jest obecnie jakichkolwiek wymagań czy uprawnień wobec osób dokonujących wpisów. Prowadzona książka obiektu budowlanego, wraz ze wszystkimi załączonymi dokumentami, powinna być przez cały czas dostępna u właściciela lub zarządcy. Kontrolę prowadzenia i prawidłowości mogą przeprowadzić organy nadzoru budowlanego.
Książka obiektu budowlanego jest więc kontynuacją dla dziennika budowy i przed 27 stycznia 2023 r. była poprzednikiem dla ewentualnego dziennika rozbiórki, które w komplecie dokumentują cały okres istnienia obiektu budowlanego.
Podstawowe przepisy kreujące obowiązek założenia i prowadzenia książki obiektu budowlanego oraz określające sposób i zasady jej prowadzenia, to:
- art 64 Prawa budowlanego[2],
- rozporządzenie w sprawie książki obiektu budowlanego i systemu Cyfrowa Książka Obiektu Budowlanego[3] (przepisy wykonawcze wydane na podstawie art. 60r PB[2]).